# La Chemise de la nuit
La Chemise de la nuit est le premier album publié dans la série Donjon Potron-Minet de la saga Donjon, numéroté -99, dessiné par Christophe Blain, écrit par Lewis Trondheim et Joann Sfar, mis en couleur par Walter et publié en novembre 1999.

## Résumé
Hyacinthe de Cavallère, jeune oiseau issu de la vieille noblesse est envoyé par son père, le sénéchal Arakou de Cavallère, en ville, chez son oncle handicapé, le Comte Florotte de Cavallère. En chemin, au milieu de la forêt, il rencontre le Docteur Hippolyte, attaqué par des Brous, des créatures maléfiques. Réussissant à s'en sortir, ils continuent leur chemin pour la capitale ensemble. Arrivé à Antipolis plein d'idéaux, Hyacinthe devra faire face à la réalité de la vie urbaine, aux pressions que porte son oncle, riche notable, sur le conseil de la ville pour réaliser un métro souterrain, aux intrigues de Jean-Michel, son homme de main, qui utilise des moyens souvent illégaux pour parvenir à ses fins, et à l'amour en la personne d'Alexandra, belle serpente qui assassine parfois pour le compte de Jean-Michel.
Le Docteur Hippolyte, opposé à la construction du métro, se fait emprisonner à la suite des manœuvres de Jean-Michel. Hyacinthe vit cela comme une atteinte à son honneur et, une nuit, masqué, va le délivrer. Le docteur, qui a reconnu Hyacinthe malgré son déguisement, lui demande d'aller sauver l'arbolesse, créature géante qui doit être brûlée lors des festivités du carnaval à venir. Aidés par les Petits Lutins que Hyacinthe avait auparavant défendu, et qui le nomment en hommage à son costume La Chemise de la Nuit, ils parviennent à apporter l'arbolesse jusqu'au château d'Arakou de Cavallère. Les lutins, délogés par le chantier du métro, et ne sachant plus où vivre, s'y installent sur proposition du sénéchal, ainsi que le docteur Hippolyte. Hyacinthe, quant à lui, décide de retourner en ville pour y lutter en tant que vengeur masqué pour la justice et l'honneur.